# تپه پیرنخود
تپه پیرنخود مربوط به ۵ تا ۷ هجری است و در شهرستان تایباد، بخش باخزر، دهستان باخزر، ۲ کیلومتری شرق روستای گندم شاد واقع شده و این اثر در تاریخ ۲۶ دی ۱۳۸۶ با شمارهٔ ثبت ۲۰۵۸۳ به‌عنوان یکی از آثار ملی ایران به ثبت رسیده است.